# LDV Pilot

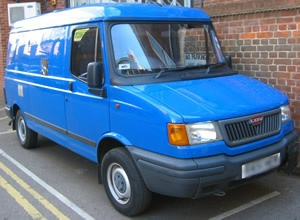
LDV Pilot

De LDV Pilot was een bestelwagen van de Britse autofabrikant LDV uit Birmingham.

## Geschiedenis
LDV was in 1993 voortgekomen uit het failliete Leyland DAF. LDV bouwde de DAF 200/400 door en ontwikkelde onder de projectnaam Bulldog daaruit de LDV Pilot als vervanger van de 200 en de LDV Convoy als vervanger van de 400.
De carrosserie van de sinds 1997 gebouwde Pilot had een minder hoekig front, nieuwe stoelen en nieuw vormgegeven dashboard. Verder had de Pilot een PSA XUD 1905 cm³-dieselmotor met turbolader. Grote aantallen werden afgenomen door het Britse leger, de politie en Royal Mail.
Nadat de LDV Maxus al sinds 2004 parallel werd gebouwd, verving hij vanaf 2006 de Pilot en Convoy volledig.

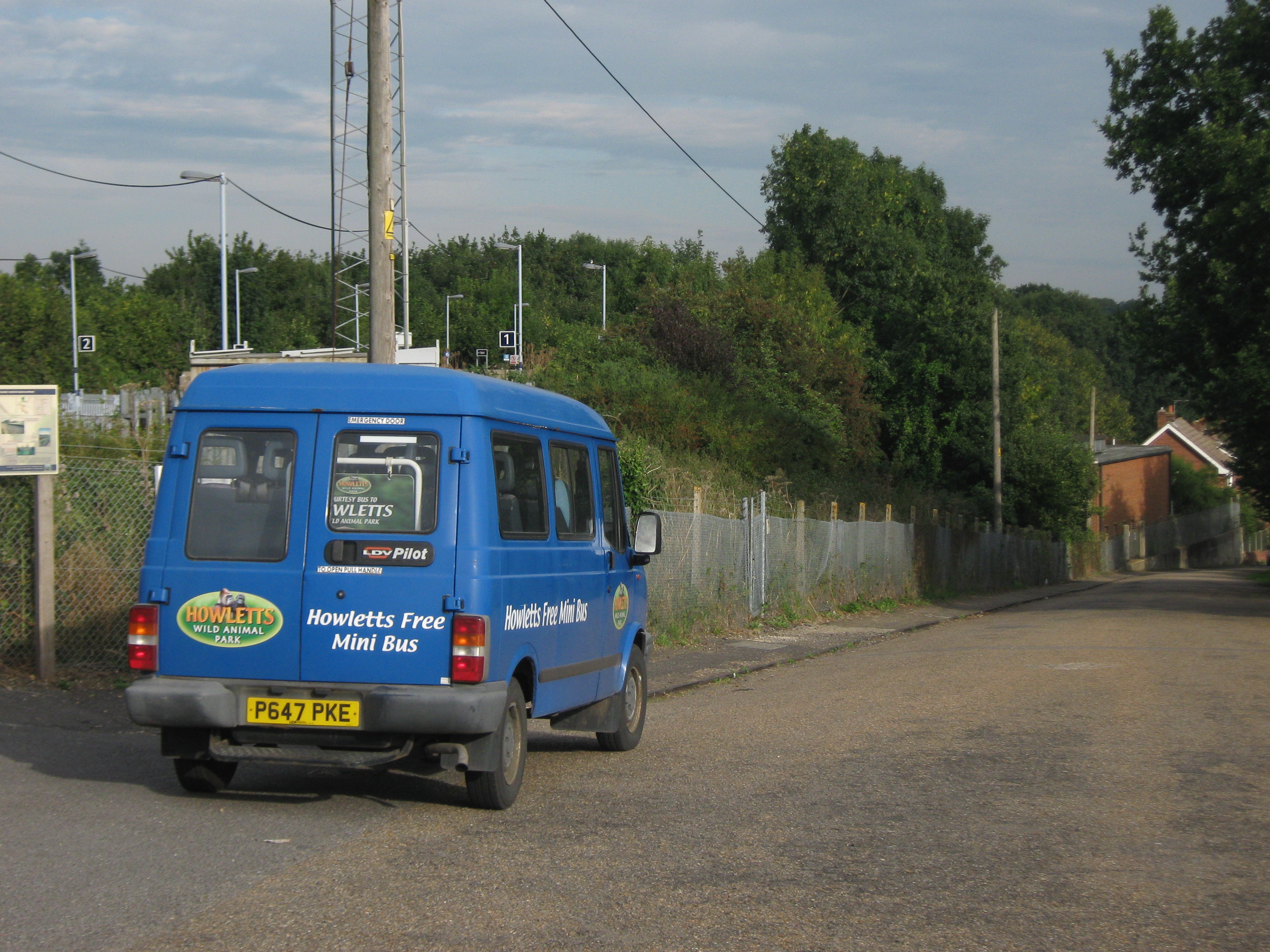
LDV Pilot achterzijde
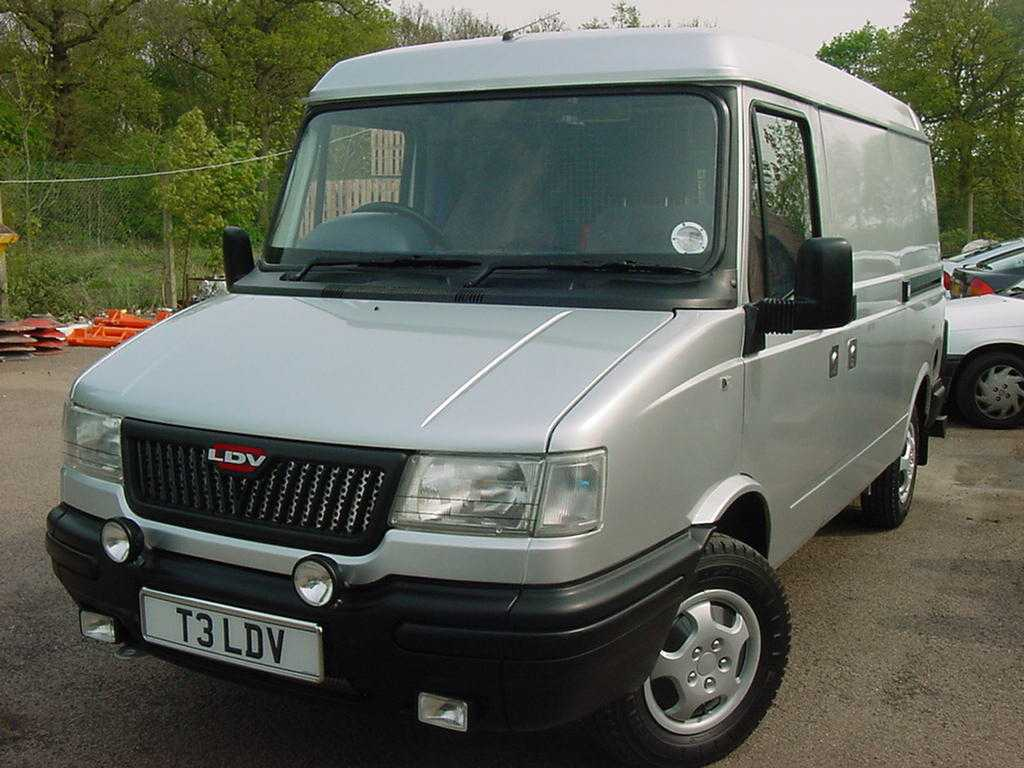
LDV Pilot facelift